# Петата вълна
„Петата вълна“ (на английски: The 5th Wave) е американски научнофантастичен екшън филм от 2016 г. на режисьора Джей Блейксън, по сценарий на Сузана Грант, Акива Голдсман и Джеф Пинкър, базиран е на едноименния роман, написан от Рик Янси през 2013 г. Във филма участват Клоуи Грейс Морец, Ник Робинсън, Рон Ливингстън, Маги Сиф, Алекс Роу, Мария Бело, Майка Монро, Закари Артър и Лийв Шрайбър.